# Mormoops megalophylla
Mormoops megalophylla је врста сисара из реда слепих мишева и породице Mormoopidae. 

## Распрострањење
Врста има станиште у Белизеу, Венецуели, Гватемали, Еквадору, Колумбији, Мексику, Перуу, Салвадору, Сједињеним Америчким Државама, Тринидаду и Тобагу и Хондурасу.

## Станиште
Врста Mormoops megalophylla има станиште на копну.

## Начин живота
Врста Mormoops megalophylla живи у пећинским хабитатима. Исхрана врсте укључује инсекте. 

## Угроженост
Ова врста није угрожена, и наведена је као најмање угрожена јер има широко распрострањење.

### Популациони тренд
Популација ове врсте се смањује, судећи по расположивим подацима.